# Csatár
Csatár is een plaats (község) en gemeente in het Hongaarse comitaat Zala. Csatár telt 568 inwoners (2001).